# Françoise Suhard
Françoise Rose Suhard (épouse Ménard), née le 5 février 1731 à Sainte-Gemmes-d'Andigné (Maine-et-Loire) et morte le 16 avril 1794 à Avrillé (Maine-et-Loire), est une laïque française du diocèse d'Angers et l'une des martyrs d'Angers pendant la Révolution française,.

## Biographie
Fille d'Antoine Suhard († 1740), closier, et de Françoise Jolly († 1740), elle épouse Étienne Ménard († 1791), tisserand, le 15 février 1759 à Marans (Maine-et-Loire). Elle eut dix enfants : Françoise Marthe (1757-1762), Perrine (née en 1759), Etienne (né en 1760), Marie (1762-1803), Modeste Rose (1764-1767), Mathurin (1765-1824), Jérôme (1767-1770), Françoise (née en 1768), Matthieu Jean (1770-1771) et Jeanne (1771-1843).
Elle est arrêtée le 1er avril 1794, à son domicile de La Beltrie à Marans. Détenue au Grand Séminaire à Angers, elle est soumise à l'interrogatoire le 11 avril et fusillée au Champ des Martyrs, le 16 avril 1794 comme "Fanatique prononcée, n'a jamais été à la messe des prêtres assermentés" (notice d'exécution).
Son fils Mathurin Ménard est un chef chouan.

## Béatification
En 1905, Monseigneur Joseph Rumeau, évêque d’Angers, introduit la cause d’un certain nombre de victimes d'Avrillé et d'Angers mises à mort en haine de la foi et de l’Église catholique. Une procédure canonique de béatification est alors lancée. Le décret proclamant le martyre de 99 de ces victimes dont Françoise Suhard, qui est alors déclarée vénérable, est promulgué le 9 juin 1983 : ce sont les Martyrs d'Angers. Leur béatification est célébrée solennellement le 19 février 1984 par le pape Jean-Paul II à la Basilique Saint-Pierre du Vatican.
Elle est commémorée le 2 janvier comme l'une des martyrs d'Anjou ou le 16 avril.
Une plaque dans l'église de Marans (49) rappelle sa mémoire.
Elle est l'ancêtre de Jean Chevillard, Père blanc, béatifié en 2018 comme martyr d'Algérie. Comme l'a écrit Robert Masson : « Jean Chevillard entourait de vénération cette ancêtre dans la foi (...) Lors de son dernier passage en France, Jean Chevillard avait célébré une messe en mémoire de cette lointaine parente de ciel ... »

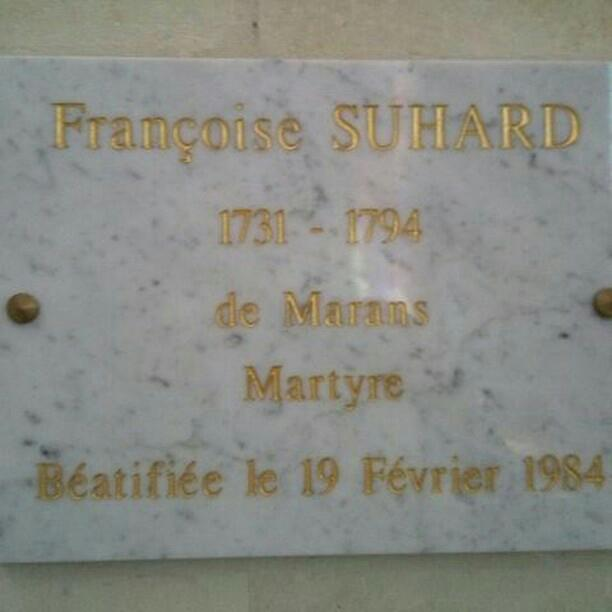
Plaque à la mémoire de la bienheureuse Françoise Suhard († 1794) dans l'église de Marans (49)

## Hommage
- Une rue de la commune de Marans porte son nom[3]